# مثل

المثل (جمعه: أمثال)؛ هو قصة تعليمية وجيزة  قد تكون شعراً أو نثراً يوضح واحد أو أكثر من الدروس أو المبادئ التثقيفية. تختلف المثل عن الحكايات الرمزية بأن الحكاية الرمزية  توظف الحيوانات والنباتات والجمادات أو قوى الطبيعة كشخصيات موجودة فيها، بينما تحتوي الأمثال على شخصيات من الجنس البشري. وتعتبر المثل كنوع من المماثلة.

## علم أصول الكلمة
كلمة المثل تأتي من المعنى اليوناني (parabole) وتعني "المقارنة والمماثلة ". كان قد أطلق هذا الاسم البلاغيين الإغريقيين للتفسير على شكل رواية خيالية مختصرة."

## التاريخ
استخدمت الأمثال لتحري مفاهيم أخلاقية في نصوص روحانية. ويحتوي الكتاب المقدس على أمثال متعددة في جزء الإنجيل (العهد الجديد وأمثال يسوع).
آمن بها بعض الفقهاء مثل:(جون.ب. ميير) وكانت  قد استوحت من (ماشليم): وهو شكل من أشكال المقارنات اليهودية، وهناك أمثلة على (أمثال يسوع) تتضمن (السامري الصالح، الابن الضال). وتتضمن ماشليم من العهد القديم (امثال الحمل)  من قبل (النبي ناثان في 2 صاموئيل 1_9:12  ) ومثل المرأة من التكية في (2 صاموئيل 1_13: 14).
تظهر أيضا الامثال في الدين الإسلامي، فقد استخدمت الامثال في عرف الصوفي لنقل الدروس والقيم، وقد ساعد الكتاب المعاصرين مثل: (ايدريس شاه، انتوني دي ميلو) في نشر هذه القصص بناءً على دائرة الصوفي.
توجد أيضا امثال حديثة، ففي منتصف القرن التاسع عشر مثال الشباك المكسور نقاد جزء من التفكير الاقتصادي.

## الخصائص
1. الأمثال هي حكاية قصيرة توضح حقيقة عالمية، وهي  رواية بسيطة، ترسم الوضع وتصف الفعل وتظهر النتائج. ربما تكون متميزة عن أنواع الروايات المشابهة لها، مثل: المجاز والخرافة الأخلاقية.
تتمحور عادة الامثال حول شخصية ما تواجه معضلة أخلاقية أو تصنع قرار سئ  فتعاني بعدها من العواقب الغير متعمدة. على الرغم من أن معنى الأمثال غالبا لا  يذكر بشكل ضمني  لكن لا تقصد أن تكون مخفية أو سرية، بل تكون واضحة وصريحة.
وتعتبر الخاصية المعرفة للأمثال هي حضور ما وراء النص، حيث يقترح كيف  ينبغي على الشخص ان يتصرف أو ماذا ينبغي عليه ان يصدق. بغض النظر عن تزويد الإرشاد والاقتراحات للسلوك العام في حياة المرء، فإن الامثال تستخدم وبشكل متكرر لغة الاستعارة التي تسمح للناس بمناقشة أفكار صعبة ومعقدة كثيرا وبسهولة. وتعتبر الأمثال جدال مجرد إلى جانب سبل استخدام رواية ملموسة والتي تكون سهلة الاستيعاب.
المجاز هو النوع الأكثر عامية، حيث يستخدم أيضا الاستعارة، فهو كالأمثال يخلق نقطة مفردة وغير غامضة، ويحتوي المجاز على تفسيرات متعددة وغير متناقضة، ربما تمتلك أيضا تصريحات غامضة أو تترجم بصعوبة أو التفسير، كما جعل H.W.Fowler) موضع  كلا الامثال والمجاز تنوير السامع من خلال تقديم حالة له بحيث يبدو أنه  لا يمتلك مفهوم مباشر، وعلى أثر ذلك فإن الحكم الزاهد ربما ابتعث منه.
إن الأمثال موجزة  أكثر من المجاز. فهي ترتكز على مبدأ وخلق منفردان، تعزم إلى أن القارئ والمستمع سوف يستنتج أن  الخلق كذالك يطبق جيدا لمفاهيمه الخاصة.
مثل السامري الجيد، تأليف (جان ويدنانتس، 1670)

## أمثاليسوع
عامل مترجمي العصور الوسطى (3) للكتاب المقدس أمثال يسوع على أنها غالبا تعتبرُ مجازاتٍ مع انسجامات رمزية  وجدت لكل عنصر في أمثاله. ولكن اعتبر الفقهاء المعاصرون ابتداءً من (ادولف جوليتشر) تفسيراتَهم خاطئةً. فاعتقد (جوليتشر) أن أمثال يسوع تعزم إلى خلق نقطة منفردة ومهمة، ومعظم المنح المعاصرة وافقته الرأي. واقترح (جنوستيك) أن المسيح حفظ بعض مذاهبه سرا في دائرة أنصاره، وبذلك أخفى معانيها بشكل مقصود من خلال استخدام الأمثال على سبيل المثال: في (مرقس11:4_12), «فقال لهم: لأن أسرار ملكوت السماوات قد أعطيت لك ولكن لم تعط لهم وأما الذين خارجون من أجل ذلك قد يبدون بالفعل لكنهم لا ينظرون، وربما يستمع ولكن لا يفهم حتى لا يتحولوا مرة أخرى ويغفروا». (أ.ق.ج.م)(4).

## أشكال الخطاب الأخرى
تتعلق الأمثال بأشكال الخطاب الأخرى مثل، الاستعارة والتشبيه، ولكن لا ينبغي لها أن تتطابق واياهم، فقد تتشابه الأمثال بأنها تستخدم ظواهر ملموسة ومرئية من أجل توضيح أفكار مجردة. ربما قيل أنالأمثال هي استعارة تم استطالتها لتشكل رواية مترابطة ومختصرة.
تتشابه أيضا الأمثال مع التشبيه، أي التركيب الاستعاري  بحيث شيء ما يقال أنه يشبه شيء آخر، على سبيل المثال: «هو مثل شجرة مزروعة بمياه من تيارات ثمرة في موسمها الذي لا يذبل أوراقها ويزدهر في كل شيء» (مزمور 3:1).
لكن معنى الأمثال ضمني رغم أنه غير سري فهو مختلف عن معنى التشيه.

### أمثلة
- ماعز أخفاش (مثل فارسي)
- أمثال اجنسي  كراسيكي
*الخرافات والأساطير
*الرجل الأعمى والعرجاء
*السكير
*المزارع
*الاب والابن
- أمثال يسوع
- الأمير الديك (مثل الحسيدية / الهاسيدية)